# Player versus environment
Player vs Environment eller PvE innebär att man i ett datorspel (ofta ett Massively multiplayer online role-playing game eller en Multi User Dungeon) slåss mot datorstyrda fiender. Motsatsen till player versus environment är Player versus player även kallat PvP.